# Emil Sigfridsson
Johan Olof Emil Sigfridsson född 24 mars 1980, är en svensk artist som fick sitt stora genombrott när han deltog i den första säsongen av Fame Factory. Låten Tillbaka till igår blev en hit på Svensktoppen och albumet med samma namn låg etta på Sverigetopplistan i februari 2003 och sålde guld. I Melodifestivalen 2004 tävlade han med balladen Innan mörkret faller som slutade oplacerad.
Tre år efter den första skivan kom  "Äntligen". Även denna innehåller covers och nyskrivet material, inklusive schlagerbidraget från år 2004. 
Ända sen barndomen har Emil haft en förkärlek till musikaler, i synnerhet musikaler med rocktema. På senare tid har han tillsammans med regissören Åsa Bratt och kapellmästaren Jonas Svensson ägnat sig åt att producera ett antal musikaler på Kristianstads Teater, med honom själv i huvudrollen:  AIDA (musikal) 2007 av Elton John och Tim Rice, sverigepremiär, Tarzan (musikal) 2008 av Phil Collins, sverigepremiär, tredje uppsättningen i världen, Rent 2009 av Jonathan Larson, en av få uppsättningar i Sverige samt Skönheten & Odjuret 2011. 
Han är sedan juni 2012 gift med Zara Kronwall (sångerska i Sarek). Tillsammans har de en dotter, Ängla Sigfridsson, född 2004, och ett tvillingpar födda 2009 vid namn Vilda Sigfridsson och Älvin Sigfridsson.
Sigfridsson är son till Lasse Sigfridsson som var med i dansbandet Lasse Stefanz.

## Diskografi

### Album
- 2003 - Tillbaka Till Igår
- 2006 - Äntligen
- - Samlingsalbum (2003)  - Fame Factory

### Singlar
- 2003 - Tillbaka Till Igår / Anthem
- 2004 - Jag Ser Ett Regn / Innan Mörkret Faller